# No Doubt (альбом)
No Doubt — дебютный студийный альбом американской ска-панк-группы No Doubt, вышедший 17 марта 1992 года под лейблом Interscope Records. Пластинка провалилась в прокате, и для её раскрутки группа начала двухнедельное турне по западу США.

## Список композиций
1. «BND»[1] — 0:45
2. «Let’s Get Back» (Том Дюмон, Тони Канэл, Эрик Стефани, Гвен Стефани) — 4:11
3. «Ache» (Э. Стефани) — 3:48
4. «Get on the Ball» (Э. Стефани, Г. Стефани) — 3:32
5. «Move On» (Дюмон, Канэл, Э. Стефани, Г. Стефани, Эдриан Янг) — 3:55
6. «Sad for Me» (Э. Стефани, Г. Стефани) — 1:59
7. «Doormat» (Канэл, Э. Стефани, Г. Стефани) — 2:26
8. «Big City Train» (Дюмон, Канэл, Э. Стефани, Г. Стефани) — 3:56
9. «Trapped in a Box» (Дюмон, Канэл, Э. Стефани, Г. Стефани) — 3:24
10. «Sometimes» (Дюмон, Канэл, Э. Стефани, Г. Стефани) — 4:29
11. «Sinking» (Э. Стефани) — 3:20
12. «A Little Something Refreshing» — 1:18
13. «Paulina» (Э. Стефани, Гэбриэл Гонсалес II, Крис Леаль) — 2:30
14. «Brand New Day» (Канэл, Э. Стефани) — 3:15

## Участники записи
- Эрик Карпентер — саксофон
- Том Дюмон — гитара
- Дон Хаммерстед — труба
- Алекс Хендерсон — тромбон
- Тони Канэл — бас-гитара
- Эрик Стефани — клавишные, вокал
- Гвен Стефани — вокал
- Эдриан Янг — перкуссия, барабаны